# Verordnung (EU) 2023/1542 über Batterien und Altbatterien
Die Verordnung (EU) 2023/1542 des Europäischen Parlaments und des Rates vom 12. Juli 2023 über Batterien und Altbatterien, zur Änderung der Richtlinie 2008/98/EG und der Verordnung (EU) 2019/1020 und zur Aufhebung der Richtlinie 2006/66/EG auch Batterieverordnung, regelt die Bestimmungen für Batterien und Altbatterien innerhalb der EU.
Die Verordnung (EU) enthält Nachhaltigkeitsanforderungen an Batterien und Altbatterien die die Unternehmen in der EU einhalten müssen, um den European Green Deal sicherzustellen. Dazu sind, unter anderem, Bestimmungen enthalten, die zum Erreichen der Kreislaufwirtschaft beitragen.
EU-Verordnungen (amtliche Kurzform Verordnung (EU)) sind ein Rechtsakt der Europäischen Union mit allgemeiner Gültigkeit und unmittelbarer Wirksamkeit in den Mitgliedstaaten. Die Verordnungen sind Teil des Sekundärrechts der Union. Diese müssen, nach einer genannten Frist, in nationales Recht übernommen werden.
Die Batterieverordnung ist, mit 96 Artikeln und 15 Anhängen, eine umfangreiche Verordnung. Sie umfasst damit viele Bereiche des EU Rechts.

## Geltungsbereich
Die Verordnung gilt für alle Batterien, einschließlich:
- Gerätebatterien
- Elektrofahrzeugbatterien
- Industriebatterien
- Starterbatterien (für Fahrzeuge und Maschinen)
- Batterien für leichte Verkehrsmittel (LV-Batterien) wie Elektrofahrräder, Elektro-Mopeds und E-Scooter.

Die Verordnung gilt nicht für:
- Ausrüstungsgegenstände, die mit dem Schutz der wesentlichen Sicherheitsinteressen der Mitgliedstaaten, Waffen, Munition und Kriegsgerät, ausgenommen Produkte, die nicht für speziell militärische Zwecke bestimmt sind, in Zusammenhang stehen, und
- Ausrüstungsgegenstände für den Einsatz im Weltraum.

Außerdem wird in Artikel 1 Absatz 6 die Verordnung für Batterien in kerntechnischen Anlage eingeschränkt und spezifiziert.

## Ziele
Die Verordnung enthält Bestimmungen zum gesamten Lebenszyklus von Batterien. Ebenso sind die Aspekte von Sicherheit, Nachhaltigkeit, Kennzeichnung geregelt. Die Ziele der Verordnung sind in Artikel 2 benannt:

„Diese Verordnung ist darauf ausgerichtet, zu einem effizienten Funktionieren des Binnenmarkts beizutragen, während gleichzeitig die negativen Umweltauswirkungen von Batterien verhindert und verringert werden sollen, und die menschliche Gesundheit und die Umwelt zu schützen, indem die negativen Auswirkungen der Entstehung und der Bewirtschaftung von Altbatterien verhindert und verringert werden.“

Die Batterieverordnung betrifft viele Bereiche des EU Rechts wie z. B. Verbrauchersicherheit, Produktsicherheit, sichere und nachhaltige Energieversorgung, ökologische Verantwortung, chemische Erzeugnisse, Abfall und Recycling.

### Vorgaben zum Erreichen der Ziele
Um die Ziele dieser Verordnung zu erreichen, gibt die EU-Kommission strenge Bestimmungen vor:
- für die Abfallsammlung für Hersteller von Gerätebatterien – 63 % bis Ende 2027 und 73 % bis Ende 2030
- für die Abfallsammlung für Hersteller von LV-Batterien – 51 % bis Ende 2028 und 61 % bis Ende 2031
- für die Lithiumverwertung aus Altbatterien – 50 % bis Ende 2027 und 80 % bis Ende 2031 –, die Werte können an die Markt- und Technologieentwicklung und die Lithiumverfügbarkeit angepasst werden
- für die Verwertung von Kobalt, Kupfer, Blei und Nickel – 90 % bis Ende 2027 und 95 % bis Ende 2031
- Mindestanforderungen an den Rezyklatgehalt von Industriebatterien, Starterbatterien, Elektrofahrzeugbatterien und LV-Batterien – 16 % für Kobalt, 85 % für Blei, 6 % für Lithium und 6 % für Nickel ab dem 18. August 2031
- Zielvorgaben für die Recyclingeffizienz – 80 % für Nickel-Cadmium-Batterien, 75 % für Blei-Säure-Batterien, 65 % für Lithium-Batterien und 50 % für sonstige Altbatterien bis Ende 2025; für Blei-Säure-Batterien und Lithium-Batterien gelten ab Ende 2030 höhere Zielvorgaben
- in Geräten enthaltene Gerätebatterien müssen Ende 2027 vom Endnutzer entfernt und ausgetauscht werden können
- LV-Batterien müssen von einer unabhängigen Fachkraft ausgetauscht werden können
- Unternehmen müssen soziale und umweltbezogene Risiken, die mit der Gewinnung und der Verarbeitung von Rohstoffen wie Lithium, Kobalt, Nickel und natürlichem Grafit, die in Batterien enthalten sind, und dem Handel damit verbunden sind, bestimmen, verhindern und ihnen Rechnung tragen
- Kriterien für Leistung, Haltbarkeit und Sicherheit, die auch Beschränkungen für gefährliche Stoffe wie Quecksilber, Cadmium und Blei sowie Pflichtangaben zum CO2-Fußabdruck der Batterien umfassen
- Informationen und Kennzeichnung zu Themen wie Batteriebauteile und Rezyklatgehalt sind in Form eines QR-Codes und, für LV-Batterien, Industriebatterien und Elektrofahrzeugbatterien, einem „Batteriepass“ bereitzustellen. Die Kennzeichnungsanforderungen gelten ab 2026, der QR-Code ist ab 2027 Vorschrift.

## Kennzeichnung von Batterien
Das Kapitel III der Verordnung enthält Bestimmungen zur Kennzeichnung und Inkrafttreten der Kennzeichnungspflicht. So ist geregelt, dass Primärzellen die Kennzeichnung „nicht wiederaufladbar“ tragen müssen. Alle Batterien müssen die Kennzeichnung „getrennte Sammlung“ bekommen. Alle Batterien die im Einklang mit Anhang VI Teil C der Verordnung stehen, müssen mit einem QR-Code gekennzeichnet werden. Über den QR Code müssen folgende Informationen geliefert werden:
- bei LV-Batterien, Industriebatterien mit einer Kapazität von mehr als 2 kWh und Elektrofahrzeugbatterien: auf den Batteriepass gemäß Artikel 77
- bei anderen Batterien: auf die einschlägigen Informationen gemäß den Absätzen 1 bis 5: auf die Konformitätserklärung gemäß Artikel 18, den Bericht gemäß Artikel 52 Absatz 3 und die Informationen über die Abfallvermeidung und Bewirtschaftung von Altbatterien gemäß Artikel 74 Absatz 1 Buchstaben a bis f
- bei Starterbatterien: auf die in den Aktivmaterialien der Batterie enthaltene, gemäß Artikel 8 berechnete Menge an aus Abfällen wiedergewonnenem Kobalt, Blei, Lithium oder Nickel.

### CE-Kennzeichnung
Für Batterien muss eine EU-Konformitätserklärung, entsprechend des Batterietyps und der damit verbundenen Normen, angefertigt sowie die CE-Kennzeichnung aufgebracht werden. Artikel 19 besagt, dass für die CE-Kennzeichnung die allgemeinen Grundsätze des Artikels 30 der Verordnung (EG) Nr. 765/2008 gelten.

## Sanktionen
Bis zum 18. August 2025 müssen alle Mitgliedstaaten Vorschriften über Sanktionen erlassen, die bei Verstößen gegen diese Verordnung verhängt werden. Die vorgesehenen Sanktionen müssen wirksam, verhältnismäßig und abschreckend sein. Die Mitgliedstaaten teilen der Kommission diese Vorschriften und Maßnahmen unverzüglich mit und melden ihr unverzüglich alle diesbezüglichen Änderungen.

## Änderungen und Aufhebungen
Mit der vorliegenden EU-Batterieverordnung werden die Abfallrahmenrichtlinie der EU (Richtlinie 2008/98/EG) und die Verordnung (EU) 2019/1020 zur Marktüberwachung und Konformität von Produkten geändert. Die Richtlinie 2006/66/EG zur Entsorgung von Altbatterien wurde teilweise in die neue Batterieverordnung integriert und damit aufgehoben.